# Guillermo Meza
Guillermo Ademir Meza Moreno (Mexico-Stad, 13 mei 1988 – aldaar, 7 mei 2010) was een Mexicaans voetballer. Hij speelde tijdens zijn professionele carrière enkel voor Pumas UNAM.
Toen hij op 7 mei 2010 probeerde te belemmeren dat enkele mensen, die hem achtervolgd hadden met een taxi zijn wagen stalen, schoot een van hen hem door zijn rug. Hij overleed ter plaatse.